# 统一类型标识
统一类型标识（UTI）是一个在苹果公司的软件中使用的字符串，用以唯一地识别特定类别的项目。苹果提供内置的统一类别标识来标识常见的系统对象——如文档或图像类型、文件夹和应用程序包、流数据、视频数据，并允许第三方开发人员为特定的应用或专利使用添加他们自己的标识。Mac OS X 10.4操作系统中的Spotlight桌面搜索技术最早整合了统一类别标识支持，它使用该技术对文件进行分类。统一类别标识的主要设计目的是消除通过互联网媒体类型及文件扩展名推断类型带来的歧义等问题。
统一类别标识使用反DNS命名结构。名字可能包括ASCII字符A-Z、a-z、0-9、连字号(“-”)、点号(“.”)，以及所有大于U+007F的Unicode字符。冒号和斜线由于Macintosh和POSIX中文件路径的兼容性而被禁止。统一类型标识还支持多重继承，使文件可以与任何数量的合适类型相关联。